# Бальма
Бальма (фр. Balma, окс. Balmar) — город и коммуна региона Окситания, департамента Верхняя Гаронна на юго-западе Франции.
Население — 13 284 жителя (2009).
Город Бальма расположен в 5 км от центра Тулузы, с которой его связывает линия метрополитена. Расстояние до столицы Франции — Парижа — около 590 км.
В Бальма размещена 11-я парашютная бригада, составляющая основу воздушно-десантных войск Франции.

## История
Поселение Бальма известно со Средневековья. Город впервые упоминается в 1279 году, когда он был передан в аренду епископу Тулузы.
Название города на провансальском диалекте означает «грот» или «пещера».

## Фотогалерея
- Ратуша
- Церковь Saint-Joseph
- Церковь Saint-Martin-de-Boville
- Публичная библиотека
- Военный мемориал

## Известные уроженцы и жители
- Кабанис, Жозе (1922—2000) — французский писатель, эссеист и историк.